# Dragan Adžić
Dragan Adžić (13. december 1969 (55 år) i Berane, Montenegro) montenegrinsk håndboldtræner, som træner Montenegros håndboldlandshold for damer og den europæiske storklub ŽRK Budućnost Podgorica. Han førte landsholdet til VM i håndbold 2011 i Brasilien. Ved Sommer-OL 2012 i London første han holdet til en sølvmedalje, efter et nederlag mod Norge.